# Верхняя Ага
Верхняя Ага (бур. Дээдэ Ага) — село в Могойтуйском районе Агинского Бурятского округа в Забайкальском крае России. 
Входит в состав сельского поселения Хила.

## География
Верхняя Ага  находится в долине реки Хила, притоке Аги (бассейн Онона, примерно в 25 км к юго-востоку от административного центра района — посёлка городского типа Могойтуй.  

## История
Село образовано в 2014 году путём выделения из территории посёлка при станции Ага.
Закон Забайкальского края от 05 мая 2014 года N 977-ЗЗК «О преобразовании некоторых населенных пунктов Забайкальского края»:

## Население
| 2021 |
| ---- |
| 0    |

## Инфраструктура
Социальные объекты
Медцентр

## Транспорт
По восточной окраине села проходит федеральная автотрасса А-350.
Возле села проходит железная дорога Карымская — Забайкальск.